# جين بروير
جين بروير (بالإنجليزية: Gene Brewer)‏ (4 يوليو 1937، مونسي في الولايات المتحدة)؛ كيميائي، عالم أحياء دقيقة وروائي أمريكي.

## روابط خارجية
- جين بروير على موقع IMDb (الإنجليزية)
- جين بروير على موقع قاعدة بيانات الفيلم (الإنجليزية)